# جان کاکس (بازیکن بسکتبال، زاده ۱۹۸۱)
جان کاکس (اسپانیایی: John Cox‎؛ زادهٔ ۶ ژوئیهٔ ۱۹۸۱) بازیکن بسکتبال اهل ونزوئلا-ایالات متحده آمریکا بود.
وی در مسابقات کشوری و بین‌المللی در مجموع برندهٔ ۱ مدال طلا شده‌است.